# Petit Larousse

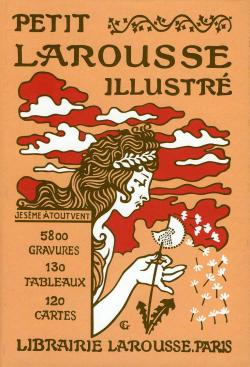
Le Petit Larousse nell'edizione del 1905, copertina di Eugène Grasset ISBN 2-03-530849-6

Le Petit Larousse Illustré, noto anche come Le Petit Larousse è un dizionario enciclopedico in lingua francese pubblicato dalle Edizioni Larousse dal 1905.
L'opera, pensata essenzialmente per studenti e famiglie, si compone di una grande volume diviso in due sezioni: un vocabolario dei nomi comuni e un'enciclopedia dei nomi propri, con una cronologia universale e una raccolta di citazioni greche e latine. Il Petit Larousse 2016 (pubblicato nel 2015) include 62.800 nomi comuni e 28.000 nomi propri, integrati da oltre 5000 fotografie e disegni.
Famoso nel mondo per la sua praticità ed affidabilità, del Petit Larousse esiste anche una versione italiana, il piccolo Rizzoli - Larousse, edito dalla Rizzoli.

## Edizioni disponibili
L'opera è pubblicata nelle seguenti edizioni:
- Compatta
- Cofanetto
- Grande formato
- Grand formato in cofanetto
- Collection Multimedia
- CD-ROM